# Balzhausen
Balzhausen település Németországban, azon belül Bajorországban. Lakosainak száma 1244 fő (2023. december 31.).

## Népesség
A település népessége az elmúlt években az alábbi módon változott:
| Lakosok száma | 742  | 1183 | 954  | 1184 | 1186 | 1210 | 1234 | 1207 | 1185 | 1244 |
|               | 1875 | 1950 | 1975 | 2010 | 2012 | 2013 | 2015 | 2017 | 2021 | 2023 |